# Háromalmás község
Háromalmás község (románul: Comuna Almaș) község Arad megyében, Romániában. Központja Háromalmás, beosztott falvai Alcsil, Bozósd, Kakaró.

## Népessége
A 2011-es népszámlálás adatai alapján a község népessége 2532 fő volt.